# Josep Oriol Tuñí i Vancells
Josep Oriol Tuñí i Vancells (Canet de Mar, Maresme, 8 d'abril de 1938 - Barcelona, 9 de desembre de 2022) fou un jesuïta i biblista català.
Va ingressar a la Companyia de Jesús l'any 1955, i durant la seva etapa de formació es va llicenciar en Filosofia per la Universitat de Barcelona amb un treball sobre Heidegger (1964), en Teologia pel Heythrop College, Oxon, Anglaterra (1968), i va obtenir el doctorat en Teologia per la Pontificia Universitat Gregoriana de Roma l'any 1971.
Professor a la Facultat de Teologia de Barcelona, fou degà de la Secció Sant Francesc de Borja, amb seu a Sant Cugat, entre 1977 i 1984. Posteriorment esdevingué vicedegà de la Facultat de Teologia de Catalunya entre 1984 i 1986, i degà entre el 2000 i el 2006. Fou igualment menbre del patronat de la Universitat Ramon Llull, d'ESADE, de l'Observatori de l'Ebre i d'altres entitats al món dels jesuïtes a Catalunya.
Entre 1988 i 1995 fou superior provincial dels jesuïtes de Catalunya (Província Tarraconense). Durant aquest període va viure l'assassinat dels jesuïtes a la Universitat Centroamericana (UCA) de El Salvador, entre els quals hi havia Ignacio Ellacuría, de qui Tuñí era molt proper, i de qui reivindicà el testimoni. Tuñí fou també patró de diverses entitats socials lligades al món jesuita, com Oxfam Intermon
Tuñí ha estat reconegut com un els grans especialistes en l'evangeli de Sant Joan, al qual va dedicar la seva tesi doctoral i una bona part dels seus estudis i del seu magisteri a la Facultat de Teologia de Catalunya i a l'Institut de Teologia Fonamental de Sant Cugat. Fou també membre de l'Associació Bíblica de Catalunya, de la Asociación Bíblica Española i de l'Studiorum Novi Testamenti Societas (New Testament Studies), a més de director de la Biblioteca Borja.

## Obres (Selecció)
- Verdad y ser en Heidegger (Barcelona: Universitat de Barcelona, 1963), tesi de llicenciatura
- La Verdad os hará libres, Jn 8,32 : liberación y libertad del creyente en el cuarto evangelio (Barcelona: Herder, 1973) publicació de la tesi doctoral
- El testimoniatge de l’evangeli de Joan (Barcelona : Claret, 1980), 2 vols.
- La Bíblia dia a dia : comentari exegètic als textos bíblics de l'Ofici de Lectura del cicle biennal (Barcelona: Associació Bíblica de Catalunya, 1980) (traducció al castella a Madrid: Cristiandad, 1981)
- El Testimonio del Evangelio de Juan : introducción al estudio del cuarto Evangelio (Salamanca: Sígueme, 1983)
- El secuestro de la verdad : los hombres secuestran la verdad con su injusticia (Rom 1,18) (Santander: Sal Terrae, 1986)
- Jesús y el evangelio en la comunidad joànica (Salamanca: Sígueme, 1987)
- Hermenéutica bíblica y teología fundamental (Barcelona: Cristianisme i Justícia, 1988)
- Las comunidades joánicas: particularidades y evolución de una tradición cristiana muy especial (Bilbao: Cesclee de Brouwer, 1988)
- Jesús en comunitat : el Nou Testament, un accés a Jesús (Barcelona: Claret, 1988) (traducció al castellà Bilbao: Sal Terrae, 1988)
- Escritos joánicos y cartas católicas, en col·laboració amb el també jesuïta Xavier Alegre (Estella: Berbo divino, 1995)
- El Evangelio es Jesús : pautas para una nueva comprensión del evangelio según Juan (Estella: Verbo Divino, 2010)
- Vuit dies amb Jesús : exercicis espirituals seguint la cristologia i la dinàmica de l'evangeli de Lluc (Barcelona: Cristianisme i Justícia, 2010)
- El Do de la veritat (Jn 1, 17) : l'evangeli segons Joan com a revelació de Jesús (Barcelona: Facultat de Teologia de Catalunya, 2011) (Traducció al castellà Santander: Sal Terrae, 2012)
- Els Evangelis dels diumenges : comentaris del cicle B (Barcelona : Arquebisbat de Barcelona, gener de 2018)
- Articles a Dialnet